# Schlacht bei Montlhéry
Die Schlacht bei Montlhéry (im Norden von Montlhéry und Longpont) fand am 16. Juli 1465 zwischen den Truppen des französischen Königs Ludwig XI. und der Ligue du Bien public (Liga für das Allgemeinwohl) unter dem burgundischen Herzog Karl dem Kühnen statt.

## Kontext
Nachdem Ludwig XI. vier Jahre zuvor König geworden war, hatte er sein Bündnis mit dem Herzog von Burgund, der ihn gegen seinen Vater unterstützt hatte, ins Gegenteil verkehrt. Die großen Feudalherren Frankreichs hatten nicht aufgehört, ihre Unabhängigkeit auszuweiten, und sich zur Ligue du Bien public zusammengeschlossen.

## Vorangehende Kämpfe
Ludwig XI., der die wirksame Unterstützung des Grafen Gaston von Foix hatte, verfügte über eine Armee von 30.000 Männern, die aus den großen Städten sowie aus ganzen Provinzen wie dem Languedoc, der Normandie, der Champagne und der Dauphiné stammten. Mit dem Beginn der Feindseligkeiten im März 1465 war er ins Bourbonnais marschiert.
Anschließend führte er seine Armee in Richtung Orléans, die Eliteeinheiten der Kavallerie, die berittenen Bogenschützen und die Artillerie als Vorhut, die vom Seneschall Pierre de Brézé kommandiert wurde.
Am 11. Juli griffen die Burgunder Paris an, das sich ihnen widersetzte. Die Armee des Grafen von Charolais (der Titel Karls des Kühnen zu der Zeit) verfügte über die beste Artillerie in Europa. Ihnen gelang es, sich der Porte de Saint-Cloud zu bemächtigen, womit der Weg nach Süden versperrt war. Ludwigs Lage in Orléans wurde gefährlich, da sich seine Gegner von allen Seiten der Hauptstadt näherten.

## Die beteiligten Streitkräfte
Die bretonische Armee, rund 12.000 Mann, rückte nach Osten vor, und war am 13. Juli 50 Kilometer von Beaugency entfernt in der Lage, den König von der Flanke her anzugreifen und sich danach mit den burgundischen Truppen zu vereinigen, so dass insgesamt nahezu 14.000 Männer unter Waffen standen.
Im Süden befanden sich der Graf von Armagnac, der Herzog von Nemours und der Herzog von Bourbon, im Südosten der Marschall von Burgund, im Osten schließlich der Herzog Johann II. von Lothringen mit einer Armee aus Reitern und Schweizer Söldnern – ein auffallendes Ungleichgewicht zeichnete sich ab.
In der Morgendämmerung des 14. Juli erreichten Ludwig XI. und seine Männer nach einem Gewaltmarsch die Burg Étampes. Der König deponierte in einem befestigten Turm seine Schätze und marschierte anschließend Richtung Paris, im festen Vorsatz, eine Schlacht zu liefern, falls sich die burgundischen Truppen widersetzen sollten.

## Ablauf
Ludwig hatte den Vorteil einer erhöhten Position auf seiner Seite. Der Vormittag des 16. Juli ging mit einem unentschiedenen Artillerieduell vorüber. Um 14 Uhr entschied sich der König zum Angriff. Brézé und der rechte Flügel machten den ersten Vorstoß, Ludwig griff anschließend das burgundische Zentrum an, der Graf von Maine sollte als letzter angreifen. Brézés Vorrücken schlug eine tiefe Bresche in die Armee des Grafen von Saint-Pol, die sich danach in mehrere Gruppen auflöste, die sich zum Teil zurückzogen, teils einfach flohen. Brézé fiel bei dem Angriff.
Beim ersten Zusammenstoß der Zentren brachen die Linien der Liga bereits, die königlichen Truppen konnten in die Mitte des Getümmels vorstoßen, so dass dem Grafen von Maine nur noch der Angriff auf den Flügel des Grafen von Charolais geblieben wäre, als der König ihn zurückrief: der Sieg schien auch so erreicht.
Doch die Truppen Maines wandten sich plötzlich zur Flucht und innerhalb weniger Augenblicke verließ ein Drittel der königlichen Truppen das Schlachtfeld. Der rechte burgundische Flügel teilte sich nach links, um die Mitte der Truppen Ludwigs anzugreifen, der im gleichen Moment aus seinem eindeutigen Sieg einen wilden und unsicheren Kampf werden sah. Als man Ludwig sogar gefallen glaubte, machte sich Panik in seinen Reihen breit; er zeigte sich, hielt eine motivierende Rede, seine Männer warfen sich erneut in die Schlacht, bis der gegnerische Druck nachließ. Der König zog sich mit seinen Leuten schließlich auf die Hügel von Montlhéry zurück.
Ludwig gab den Befehl, in der Nacht die Stadt und die Bergkämme zu erleuchten, um den Gegner glauben zu lassen, dass die Schlacht am kommenden Tag wieder aufgenommen werde. Der König und seine Armee jedoch marschierten über Corbeil nach Paris.

## Bilanz
Ludwig erreichte, dass Verhandlungen aufgenommen wurden. Im Oktober hatte sich die Liga aufgelöst, so dass ihm nur noch Karl der Kühne als Gegner blieb.